# Ezequiel Flores Rodríguez
Ezequiel Flores Rodríguez es un político mexicano, antiguo miembro del Partido del Trabajo. Fue dirigente estatal del Partido del Trabajo en el estado de Veracruz hasta 2005. Fue diputado en la LVI Legislatura del Congreso de la Unión de México y diputado local en la LVIII Legislatura del Estado de Veracruz. Fue preso político en el palacio negro de Lecumberri de 1971 a 1976. Es licenciado en Derecho por la Universidad Veracruzana en la Generación 1986-1990. Actualmente es presidente del Frente de Organizaciones Sociales Veracruzanas  (FOSVER A.C.) que aglutina a organizaciones eminentemente campesinas de Veracruz. En el proceso electoral concurrente 2018 participó activamente a favor del Movimiento de Regeneración Nacional (morena) y del hoy Gobernador Constitucional del estado de Veracruz, Cuitláhuac García Jiménez, logrando conformar el Movimiento Campesino Veracruzano "Plan de Ayala Siglo XXI 2.0"